# Новые Яхакасы
Но́вые Яхакасы́ (чув. Ҫӗньял Хапӑс, Ҫӗнӗ Яхакасси) — деревня в Вурнарском районе Чувашской Республики. Входит в состав Санарпосинского сельского поселения.

## География
Находится в центральной части Чувашии, на расстоянии менее 1 км на северо-восток по прямой от районного центра поселка Вурнары у республиканской автодороги.

## История
Известна с 1858 года, когда в ней было учтено 360 жителей. В 1897 году было учтено 535 жителей, в 1926—150 дворов, 677 жителей, в 1939—819 жителей, в 1979—614. В 2002 году было 235 дворов, в 2010—203 домохозяйства. В 1930 году был образован колхоз «Сталин», в 2010 действовало ООО "Агрофирма «Санары».

## Население
Постоянное население составляло 669 человек (чуваши 99 %) в 2002 году, 566 в 2010.